# Gralla
Gralla là một đô thị thuộc huyện Leibnitz trong bang Steiermark, nước Áo. Đô thị Gralla có diện tích 12,15 km², dân số cuối năm 2005 là 278 người.